# 荒川区立図書館
荒川区立図書館（あらかわくりつとしょかん）は、東京都荒川区にある公立図書館の総称である。
荒川区の管理運営する図書館は全7館。全館の蔵書点数(図書・雑誌)は894,542冊、視聴覚資料所蔵点数は50,324点。年間貸出数は1,621,347冊である（2020年度統計）。

## 図書館一覧
- 荒川区立中央図書館（ゆいの森あらかわ内）
- 荒川区立南千住図書館
- 荒川区立尾久図書館
  - 2022年2月20日開館[2]。区内で初めての公園内図書館[2]。設計は類設計室[2]。
- 荒川区立町屋図書館
- 荒川区立日暮里図書館
- 荒川区立汐入図書サービスステーション
- 荒川区立冠新道図書サービスステーション